# 다이도촌 (이바라키현)
다이도촌(大同村)은 이바라키현 가시마군에 일찍이 존재했던 촌이다.

## 지리
- 현재의 가시마시 북부에 해당한다.
- 촌은 태평양에 접해 있으며 기타우라호 동쪽 해안에 위치해 있다.

## 역사
- 1889년 4월 1일 - 정촌제 시행에 의해 가시마군 다이도촌이 성립하였다.
- 1955년 3월 31일 - 나카노촌과 합병해 오노촌이 성립하여, 다이도촌은 소멸하였다.
- 1995년 9월 1일 - 오노촌은 가시마정에 편입되어 소멸하였다.
  - 당일, 가시마정은 鹿嶋로 개칭・시로 승격해, 가시마시가 되었다.

## 인구
| 1891년 | 3,979 |  |
| 1909년 | 4,811 |  |
| 1920년 | 5,194 |  |
| 1927년 | 5,363 |  |
| 1935년 | 5,773 |  |
| 1950년 | 7,563 |  |

## 교통

### 도로
- 국도 제123호선 ( → 현:국도 제51호선)

## 참고문헌
- 大野村史編さん委員会編 『大野村史』、大野村教育委員会 、1979年
- 角川日本地名大辞典編纂委員会『가도카와 일본 지명 대사전 8 茨城県』、가도카와 쇼텐、1983年 ISBN 4040010809